# Henner Henkel
Heinrich Ernst Otto Henkel (Poznań, 9 ottobre 1915 – Voronež, 13 gennaio 1943) è stato un tennista tedesco.

## Carriera
Dei 12 titoli vinti in singolare spicca quello conquistato nel 1937 agli Internazionali di Francia dove sconfisse Bunny Austin 6–1, 6–4, 6–3. Nella stessa edizione conquistò anche il titolo del doppio in coppia con il connazionale Gottfried Von Cramm.
La sua carriera fu interrotta drammaticamente dalla seconda guerra mondiale. Arruolato nella Wehrmacht, morì nei pressi di Voronezh, il 13 gennaio del 1943 in seguito ad una ferita alla gamba destra riportata durante l'assedio di Stalingrado.

## Finali del Grande Slam

### Singolare

#### Vinte (1)
| Anno | Torneo                            | Superficie  | Avversario in finale | Punteggio     |
| ---- | --------------------------------- | ----------- | -------------------- | ------------- |
| 1937 | Internazionali di Francia, Parigi | Terra rossa | Bunny Austin         | 6–1, 6–4, 6–3 |

### Doppio

#### Vinte (2)
| Anno | Torneo                            | Superficie  | Compagno            | Avversari in finale               | Punteggio          |
| ---- | --------------------------------- | ----------- | ------------------- | --------------------------------- | ------------------ |
| 1937 | Internazionali di Francia, Parigi | Terra rossa | Gottfried Von Cramm | Norman Farquharson / Vernon Kirby | 6-4, 7-5, 3-6, 6-1 |
| 1937 | U.S. National Championships       | Erba        | Gottfried Von Cramm | Donald Budge / Gene Mako          | 6–4, 7–5, 6–4      |

#### Perse (2)
| Anno | Torneo                   | Superficie | Compagno            | Avversari in finale          | Punteggio          |
| ---- | ------------------------ | ---------- | ------------------- | ---------------------------- | ------------------ |
| 1938 | Australian Championships | Erba       | Gottfried Von Cramm | John Bromwich / Adrian Quist | 5−7, 4−6, 0−6      |
| 1938 | Wimbledon                | Erba       | Georg von Metaxa    | Donald Budge / Gene Mako     | 4−6, 6−3, 3−6, 6−8 |

### Doppio misto

#### Persa (1)
| Anno | Torneo    | Superficie | Compagna      | Avversari in finale         | Punteggio |
| ---- | --------- | ---------- | ------------- | --------------------------- | --------- |
| 1938 | Wimbledon | Erba       | Sarah Palfrey | Alice Marble / Donald Budge | 1-6, 4-6  |